# 1211

## Esdeveniments
- Abril, Montjuèi (Vescomtat de Carcassona)ː Batalla de Montjuèi, on les forces de Ramon Roger de Foix aniquilen una columna de croats alemanys i frisons que anaven a participar en el setge de La Vaur.
- 3 de maig, La Vaur (Comtat de Tolosa)ː Saqueig de la vila de La Vaur per part de les tropes de Simó de Montfort després de dos mesos de setge.[1]
- Els mongols conquereixen l'imperi Jin.[2]
- Comença la construcció de la catedral de Santiago de Compostel·la.[3]
- Comença la construcció de la catedral de Reims.[4]

## Naixements
Països catalans
Món
- Sicília - Enric VII d'Alemanya

## Necrològiques
Països Catalans
Món
- 1211, La Vaur, Comtat de Tolosa: Guirauda de Laurac, noble del Llenguadoc i figura emblemàtica de la resistència occitana durant la Croada albigesa.